# Anna Maria van Schurmanová
Anna Maria van Schurmanová (5. listopadu 1607 Kolín nad Rýnem – 4. května 1678 Wieuwerd) byla nizozemská malířka, grafička, básnířka, myslitelka a mystička narozená v Německu. Patřila k nejvzdělanějším ženám své doby, hovořila čtrnácti jazyky, včetně amharštiny, byla první ženou v Nizozemsku studující na univerzitě (v Utrechtu) a velkou zastánkyní a propagátorkou vzdělávání žen. Své názory v této věci shrnula do spisu Dissertatio, de Ingenii Muliebris ad Doctrinam, & meliores Litteras Aptitudine. Korespondovala s řadou významných žen, mj. s českou královnou Alžbětou Stuartovnou nebo švédskou královnou Kristýnou I., přičemž častým námětem byl právě problém vzdělávání žen. Jejím cílem bylo vytvořit korespondenční síť učených žen. Její korespondence vyšla roku 1648 pod názvem Opuscula Hebræa, Græca, Latina, Gallica. Prosaica et Metrica. Stala se prvním známým holandským malířem, který použil pastel v portrétu. V teologii byla reprezentantkou labadismu, mystické větve protestantismu, přímo podporovala i Labadieho sektu a byla její členkou. Své labadistické názory shrnula ve spise Εὐκληρία seu Meliores Partis Electio z roku 1673. K jejím nápadníkům patřil básník Constantijn Huygens, který pro ni napsal deset básní, ona se však zavázala k celibátu, patrně z náboženských důvodů. Její labadismus vedl ke sporu a rozchodu s jejími přáteli, mj. s Huygensem. S labadisty odešla do zahraničí a žila s nimi v komuně, která se snažila napodobit život prvních křesťanů, a kde měli všichni společný majetek.